# 小松近
小松 近（こまつ ちか、文政11年7月3日（1828年8月13日） - 明治17年（1884年）、幕末薩摩藩家老小松清廉（帶刀）之妻。吉利郷領主家格一所持的同藩士小松清穆四女。母為島津久達長女。小松清緝（甥，町田實種，作為小松家養子後改名）養母。小松清直之母。一說名為千賀。

## 生涯
安政2年（1855年）時為小松家當主的實兄清猷死去、安政3年（1856年）1月迎肝付兼善三男尚五郎為清猷的繼承養子。正是後來的小松清廉（帶刀）。28歳的近、同月成為宮之原通哲的養女、21歳的帶刀之妻。比帶刀年長（原口泉說。「近世禰寢文書」內載為年長7歳、另一說為年長3歳）。

## 登場作品
影視劇
- 篤姬（2008年、NHK大河劇、演：友坂理惠）